# QEX
QEX ist eine US-amerikanische Zeitschrift für Amateurfunk, die zweimonatlich erscheint und von der ARRL herausgegeben wird. Das Magazin behandelt Themen im Zusammenhang mit Experimenten bezüglich Amateurfunk und Funkkommunikation. QEX bietet fortgeschrittene technische Artikel zu Theorie, Entwurf und Bau von Antennen und -geräten. QEX erscheint in englischer Sprache und hat weltweit Abonnenten.
QEX begann im Dezember 1981 als Zeitschrift mit dem Untertitel „ARRL Experimenter’s Exchange“. Der Gründungsredakteur war Paul Rinaldo, W4RI, der auch viele technische Artikel zum ARRL-Mitgliederjournal QST verfasste. Im Januar 2000 erwarb die ARRL eine konkurrierende Publikation, die Communications Quarterly von CQ Communications (die auch das Magazin CQ Amateur Radio veröffentlicht) und führte die Inhalte in der QEX zusammen. Der Untertitel des Magazins wurde geändert in: „Ein Forum für Kommunikationsexperimentierer“.